# Рафія (пальма)
Ра́фія (Raphia) — рід рослин родини пальмові (Arecaceae), що містить 22 види пальм родом з тропічної Африки і особливо Мадагаскару, а один виду (Raphia regalis) — з Центральної і Південної Америки.

## Назва
Походить від слова грец. ῥαφίς = голка, через 4 міліметрову колючку на кордоні між основним черенком і листочками.

## Будова
Рослини виростають у висоту до 16 метрів і вирізняються своїми перистими листками завдовжки від 15 до 20 метрів, у Raphia regalis — до 25,11 м, — найдовші листки в царстві рослин і 3 м в ширину. Ширина листя — до 3 м. Гіллясті суцвіття досягають в діаметрі 5 м, несуть як маточкові, так і тичинкові квітки. Плоди мають волокнисту оболонку. Рафія цвіте один раз у житті і гине після дозрівання насіння (монокарпічні рослини). У деяких видів відмирає тільки надземна частина, а з кореня розвиваються нові пагони.

## Види
1. Raphia africana Otedoh
2. Raphia australis Oberm. & Strey
3. Raphia diasticha Burret
4. Raphia farinifera (Gaertn.) Hyl.

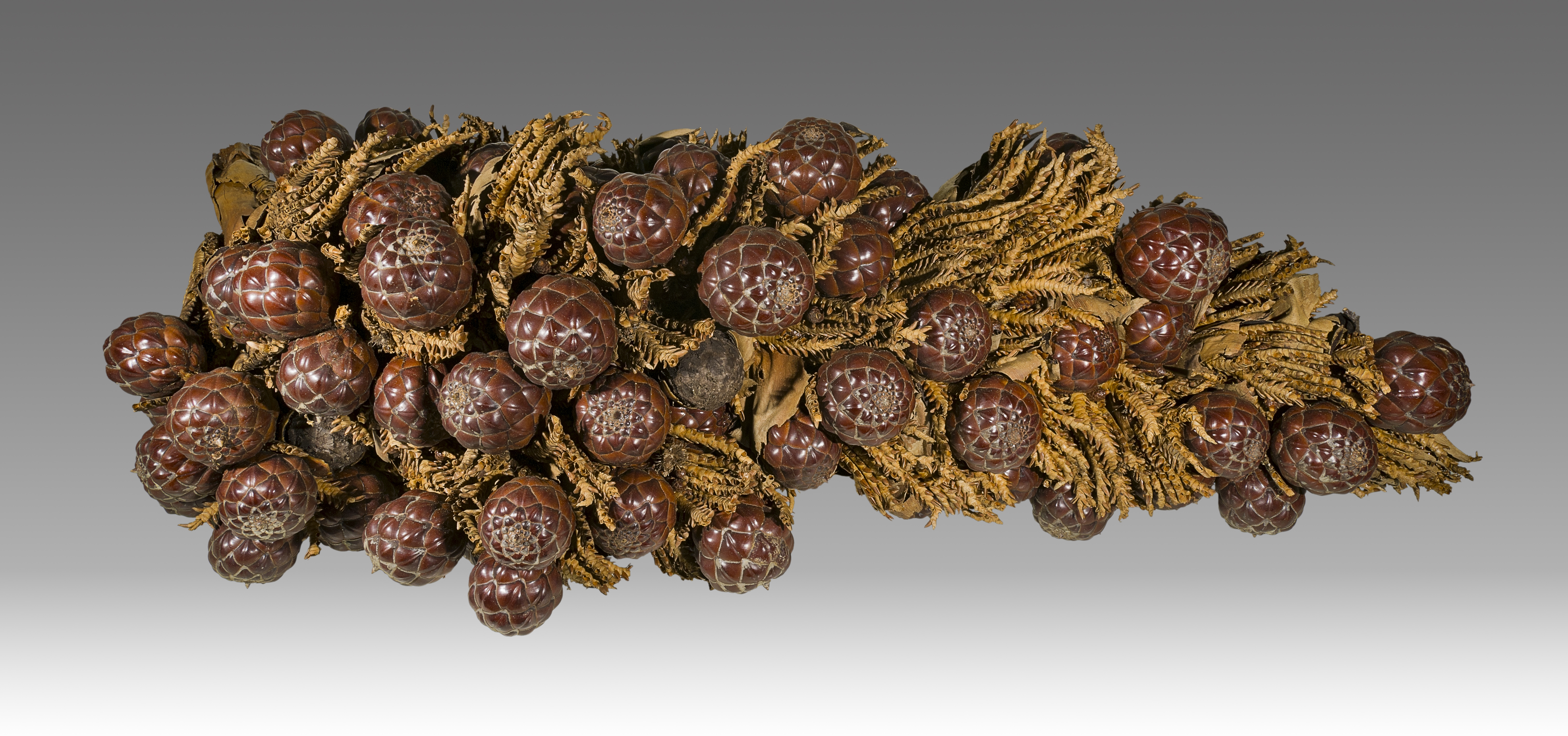
Плоди в музеї Тулузи (Museum de Toulouse), Франція

5. Raphia gabonica S.Mogue, Sonké & Couvreur
6. Raphia gentiliana De Wild.
7. Raphia hookeri G.Mann & H.Wendl.
8. Raphia laurentii De Wild.
9. Raphia longiflora G.Mann & H.Wendl.
10. Raphia mannii Becc.
11. Raphia matombe De Wild.
12. Raphia monbuttorum Drude
13. Raphia palma-pinus (Gaertn.) Hutch.
14. Raphia regalis Becc.
15. Raphia rostrata Burret
16. Raphia ruwenzorica Otedoh
17. Raphia sese De Wild.
18. Raphia sudanica A.Chev.
19. Raphia taedigera (Mart.) Mart.
20. Raphia textilis Welw.
21. Raphia vinifera P.Beauv. (syn. Raphia mambillensis Otedoh)
22. Raphia zamiana S.Mogue, Sonké & Couvreur

## Практичне використання

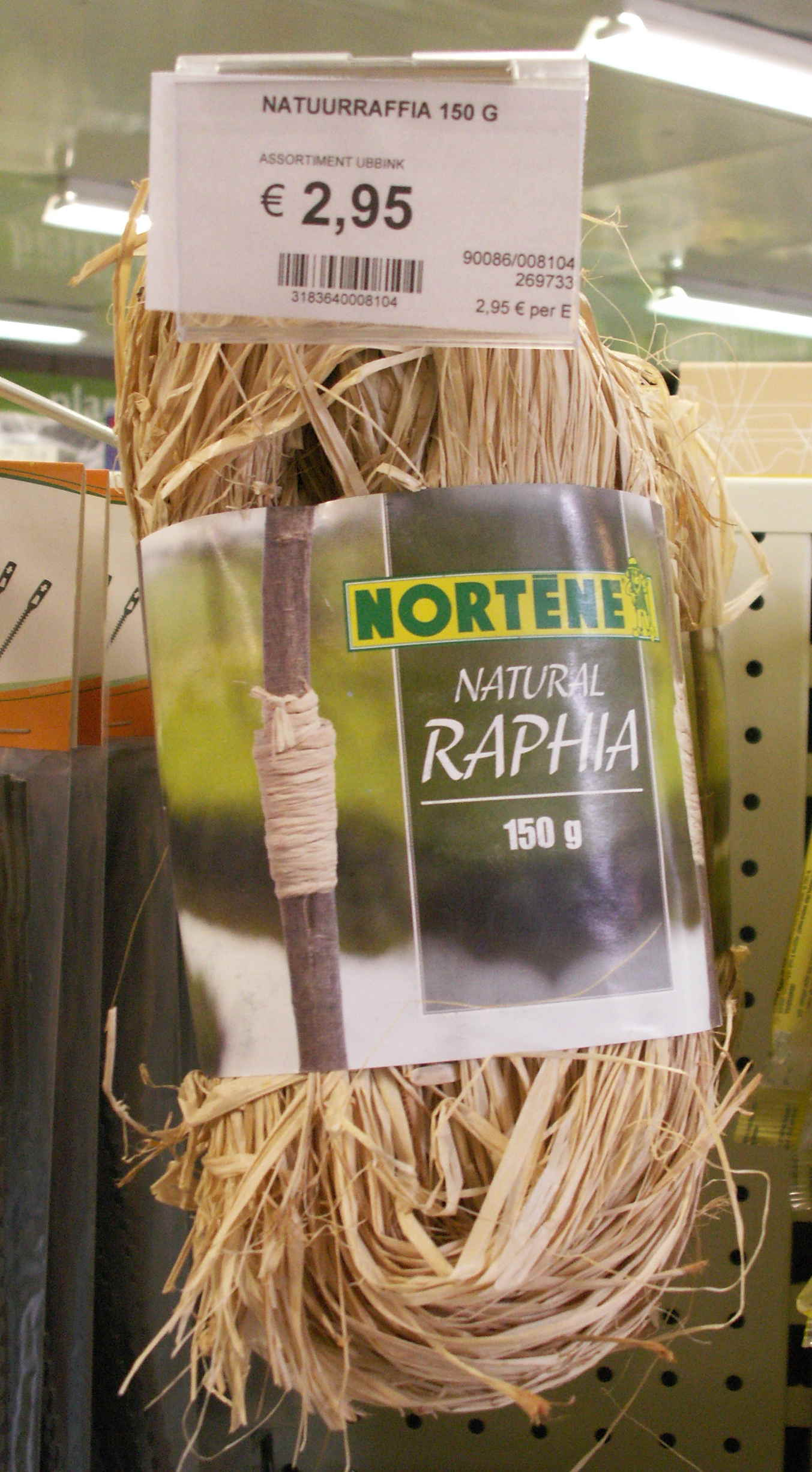
Рафія часто використовується в процесі прищеплювання дерев

Всі види рафії містять в листі і черешках щільне волокно, яке використовується для плетіння, виготовлення щіток і технічної тканини, застосовується в садівництві як перев'язувальний матеріал.
Волокна рафії мають безліч застосувань, особливо в області текстилю і в будівництві. У місцевому середовищі, рослини використовуються для мотузок, палиць і опорних балок, а також різних покриттів даху, яке виготовляють з волокнистих гілок і листя.

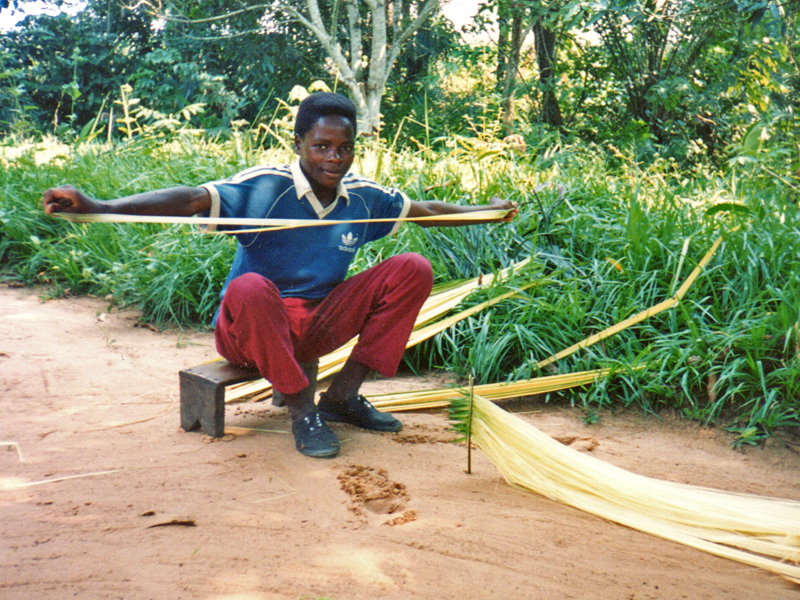
Видалення волокнистого внутрішнього шару з листя пальми — перший крок в створенні рафії-мотузки в провінції Бандунду, Демократична Республіка Конго.

Довгі тонкі волокна можуть бути пофарбовані і використовуватись в ткацтві, плетенні капелюхів, черевиків, декоративних килимків. Волокна рафії експортуються і використовуються в садівництві, особливо під час прищеплювання дерев. Рафія використовується для зберігання частин прищеплюваних рослин разом. Така природна мотузка має багато переваг.
Сік рафії молочно-білий, містить цукор, і як в олійних пальм — має здатність до бродіння протягом кількох днів.
Рафія відіграє важливу роль в таких суспільствах, як провінції Бохол на Філіппінах, Кубі в Демократичній Республіці Конго, в Камеруні, Нігерії і серед низки інших західноафриканських етносів.